# Федеріко Джунті
Федеріко Джунті (італ. Federico Giunti, нар. 6 серпня 1971, Перуджа) — італійський футболіст, що грав на позиції півзахисника за низку італійських клубних команд, турецький «Бешикташ», а також національну збірну Італії.
По завершенні ігрової кар'єри — тренер. З 2018 року працює з дублем «Мілана».

## Клубна кар'єра
Народився 6 серпня 1971 року в Перуджі. Вихованець футбольної школи клубу «Читта ді Кастелло». Дорослу футбольну кар'єру розпочав 1987 року в основній команді того ж клубу, в якій провів чотири сезони, взявши участь у 60 матчах чемпіонату. 
1991 року приєднався до лав третьолігової «Перуджі». Був важливим виконавцем у складі команди, яка 1994 року підвищилася в класі до Серії B, а вже за два роки посіла третє місце у другому італійському дивізіону, що дозволило їй пробитися до Серії A. Таким чином у сезоні 1996/97 дебютував в іграх найвищого дивізіону італійського футболу.
Команда з Перуджі за результатами першого ж сезону після повернення до елітного дивізіону втратила місце у ньому, однак сам Джунті продовжив виступати на рівні Серії A, перейшовши влітку 1997 року до «Парми». У цій команді не став гравцем основного складу і за півтора сезони взяв участь лише у 15 іграх італійської першості.
На початку 1999 року перейшов до «Мілана», який за результатами сезоні 1999/2000 здобув чемпіонський титул, а Джунті встиг відіграти у 6 іграх переможного сезону. З наступного сезону почав отримувати більше ігрового часу, проте результати самої команди погіршилися — вона фінішувала у Серії A спочатку третьою, а згодом на шостому місці.
Сезон 2001/02 провів в одному з аутсайдерів італійської першості, «Брешії», а на початку 2003 року перейшов за 2,5 мільйони євро до турецького «Бешикташа», у складі якого за результатами сезону 2002/03 виборов титул чемпіона Туреччини.
Провівши ще один сезон у Туреччині, 2004 року повернувся на батьківщину, де грав за «Болонью» та «К'єво», а завершив ігрову кар'єру у друголіговій команді «Тревізо», за яку виступав протягом першої половини 2008 року.

## Виступи за збірну
У листопаді 1996 року провів свою єдину офіційну гру у складі національної збірної Італії.

## Кар'єра тренера
Розпочав тренерську кар'єру невдовзі по завершенні кар'єри гравця, 2009 року, очоливши одну з юнацьких команд «Перуджі», де пропрацював протягом одного сезону.
Згодом протягом 2010—2017 років тренував низку команд італійського п'ятого дивізіону, після чого протягом липня-жовтня 2017 року працював із головною командою «Перуджі». Під його керівництвом ця друголігова команда провела 13 ігор, в яких здобула 6 перемог при одній нічиїй.
У грудні 2018 року був призначений головним тренером команди дублерів «Мілана».

## Статистика виступів

### Статистика виступів за збірну
| Дата      | Місто   | Господарі            | Результат | Гості  | Турнір           | Голи | Примітки |
| --------- | ------- | -------------------- | --------- | ------ | ---------------- | ---- | -------- |
| 6-11-1996 | Сараєво | Боснія і Герцеговина | 2 – 1     | Італія | товариський матч | -    | 46'      |
| Усього    |         | Матчів               | 1         |        | Голів            | 0    |          |

## Титули і досягнення
- Чемпіон Італії (1):

«Мілан»: 1998-1999
- Чемпіон Туреччини (1):

«Бешикташ»: 2002-2003